# Luo Ruiqing
Luo Ruiqing, född 31 maj 1906 i Nanchong, Sichuan, död 3 augusti 1978 i Heidelberg i Västtyskland, var en kinesisk kommunistisk politiker och general.
Luo kom från en rik familj i Sichuan som kommit på obestånd på grund av faderns opiummissbruk. Han gick med i kommunistpartiet 1928 och Röda armén 1929. Han deltog i Långa marschen, det andra kinesisk-japanska kriget och det kinesiska inbördeskriget i ledande militära poster. 1955 befordrades han tillsammans med nio andra veteraner i Folkets befrielsearmé till fyrstjärnig general.
Luo var en av Mao Zedongs trognaste män och efter kommunisternas maktövertagande 1949 var han minister för offentlig säkerhet fram till 1959, då han gjorde sig känd för sina hårda metoder. Under den tredje antikampanjen 1951 uppgav Luo bland annat att "det överväldigande flertalet av den kinesiska befolkningen uppfostrats genom att närvara vid offentliga avrättningar". Åren 1959-1965 var han stabschef i Folkets befrielsearmé. Sonen till en trestjärnig general inom armén som 1971 föll i onåd p.g.a. att han stått Lin Biao nära berättade 2006 hur Luo Ruiqing när han ringde upp fadern hade för vana att fråga om denne stod i givakt när han svarade honom på telefon… (detta som en illustration till Luos "hårda metoder").
Under 1960-talet led försvarsministern Lin Biao av dålig hälsa, varför han lät Luo sköta många av sina arbetsuppgifter. Kring 1964 började Lin få misstankar mot Luo och i samband med att Mao förberedde kulturrevolutionens fick Lin tillåtelse att rensa ut Luo i utbyte mot sitt stöd i Maos kamp mot sina rivaler i partiet. I december 1965 avsatte politbyråns ständiga utskott honom från sin post som stabschef och han utsattes för fysisk och psykisk tortyr av rödgardister, vilket drev honom till att försöka ta livet av sig genom att hoppa från en byggnad i april 1966. Luo överlevde dock självmordsförsöket och utsattes för fler politiska kampanjer, trots svåra skador från självmordsförsöket. Han fick sitta i fängelse under större delen av kulturrevolutionen och fick amputera sitt vänstra ben.
Efter Maos död 1976 rehabiliterades han. Luo avled i Heidelberg, Tyskland, dit han sommaren 1978 flugit för att söka läkarvård.